# Assassinat de Lalith Athulathmudali
L'assassinat de Lalith Athulathmudali est survenu le 23 avril 1993 lorsque Lalith Athulathmudali, ancien ministre du commerce, de la sécurité nationale, de l'agriculture, de l'éducation et vice-ministre de la défense du Sri Lanka a été tué à 20 h 10, heure du Sri Lanka (14 h 10 UTC), à Kirulapana (en). Athulathmudali a été tué par balle alors qu'il s'adressait à un rassemblement, environ 4 semaines avant les élections du Conseil provincial de la province de l'Ouest, en mai 1993.
L'enquête menée par la police sri-lankaise (en) et Scotland Yard a conclu séparément que l'assassinat avait été perpétré par un jeune tamoul nommé Appiah Balakrishnan alias Ragunathan, qui était affilié au LTTE. Cependant, ces résultats ont été largement contestés par les gens en raison du contexte politique de l'époque. En 1995, la présidente Chandrika Bandaranaike Kumaratunga a nommé une commission présidentielle pour enquêter sur l'assassinat d'Athulathmudali, qui avait été une promesse électorale de sa campagne électorale présidentielle de 1994. Le rapport final de la commission remis le 7 octobre 1997 pointait du doigt l'ancien président Ranasinghe Premadasa (1988-1993) et des membres des forces de sécurité qui lui étaient proches comme directement responsables du meurtre d'Athulathmudali,. Par la suite, quelques membres des forces de sécurité et des personnalités de la pègre ont été arrêtés. Ils ont finalement été accusés de complot, d'avoir aidé et encouragé à commettre un meurtre. Trois des accusés ont été tués au cours des poursuites, ce qui soulève d'autres questions sur l'assassinat. L'affaire Lalith Athulathmudali reste l'assassinat politique le plus controversé de l'histoire récente du Sri Lanka.